# جون كاني (ممثل)
بونيسيل جون كاني (بالإنجليزية: Bonisile John Kani)‏ هو ممثل ومخرج وكاتب مسرحي جنوب إفريقي ولد بتاريخ 30 أغسطس 1942.

## أعماله
من أعماله الشبح والظلام وكوريولانوس والفهد الأسود.

## وصلات خارجية
- جون كاني على موقع IMDb (الإنجليزية)
- جون كاني على موقع ألو سيني (الفرنسية)
- جون كاني على موقع قاعدة بيانات برودواي على الإنترنت (الإنجليزية)
- جون كاني على موقع قاعدة بيانات الفيلم (الإنجليزية)

صفحته على IMDb